# Comoé
A Comoé é uma província de Burquina Fasso localizada na região de Cascatas. Sua capital é a cidade de Banfora.

## Departamentos

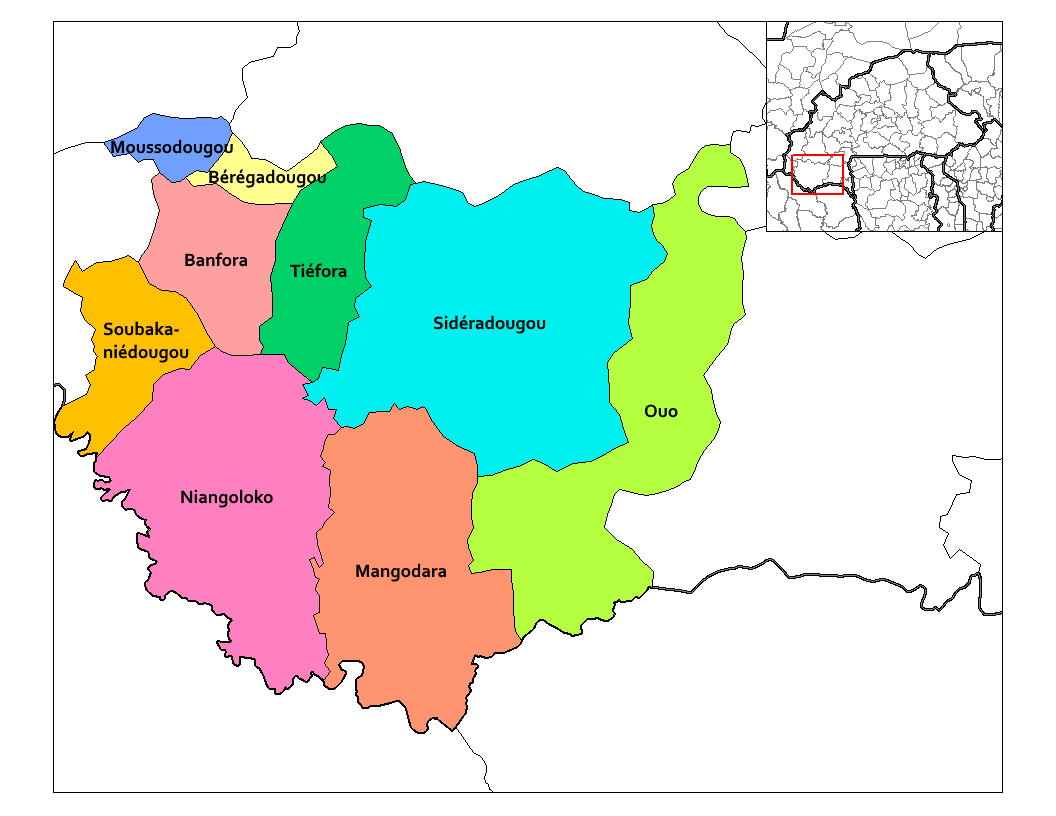
Localização dos diversos departamentos da província da Comoé, Burkina Faso

A província da Comoé está dividida em nove departamentos:
- Banfora
- Bérégadougou
- Mangodara
- Moussodougou
- Niangoloko
- Ouo
- Sidéradougou
- Soubakaniédougou
- Tiéfora

## População estimada em 2018
- Banfora 158,779
- Bérégadougou 16,105
- Mangodara 79,677
- Moussodougou 15,699
- Niangoloko 86,217
- Ouo 46,569
- Sidéradougou 133,593
- Soubakaniédougou 42,608
- Tiéfora 66,695